# مزرعه محمود پرمایه
مزرعه محمود پرمایه یک منطقهٔ مسکونی در ایران است که در دهستان مبارک‌آباد واقع شده‌است.